# Stelios Dīmītriou
Stelios Dīmītriou (in greco: Στέλιος Δημητρίου; Londra, 4 ottobre 1990) è un calciatore cipriota con cittadinanza britannica, difensore del Mandria.

## Palmarès

### Club

#### Competizioni nazionali
- Scottish Championship: 1

St. Mirren: 2017-2018